# Ernesto Monaci
Ernesto Monaci  (* 20. Februar 1844 in Soriano nel Cimino; † 1. Mai 1918 in Rom) war ein italienischer Romanist, Italianist und Mediävist.

## Leben und Werk
Monaci [Akzent auf der ersten Silbe] kam über seinen Lehrer Paolo Pultrini sowie die Lektüre von Frédéric Ozanam und Friedrich Diez zur Romanistik. Er studierte in Rom Jura, schloss 1865 ab und war als Anwalt tätig. Ab 1868 widmete er sich ausschließlich der Romanischen Philologie und kam in Rom mit Karl Bartsch und Edmund Stengel in Kontakt. Von 1874 bis 1918 lehrte er an der Universität La Sapienza Geschichte der romanischen Sprachen und Literaturen (ab 1877 als Extraordinarius, ab 1881 als Ordinarius, von 1885 bis 1886 als Rektor der Universität). Er stand weltweit mit allen Großen seines Faches in Verbindung und hatte als Gründer von Gesellschaften und Zeitschriften, sowie als Herausgeber, erheblichen Einfluss auf die Entwicklung der italienischen Romanistik, nicht zuletzt auch durch zukunftsweisende Editionen.

Monaci gründete 1872 mit Luigi Manzoni (1844–1905) und Edmund Stengel die Zeitschrift Rivista di filologia romanza (von 1878 bis 1883 u. d. T. Giornale di filologia romanza mit Monaci als alleinigem Herausgeber, von 1885 bis 1903 u. d. T. Studj di filologia romanza, ab 1899 hrsg. mit Cesare De Lollis), sowie von 1903 bis 1917 u. d. T. Studj romanzi (ab 1901 in der Obhut der von Monaci gegründeten Società Filologica Romana). 1876 war er Mitbegründer der Società romana di storia patria. 1882 begründete er ferner das paläographische Tafelwerk Archivio paleografico italiano und gab es bis zu seinem Tod heraus. 1883 wurde auf seine Initiative hin das Istituto Storico Italiano per il Medio Evo ins Leben gerufen (bis 1933 u. d. T. Istituto storico italiano).

Ab 1883 war Monaci Mitglied der Accademia dei Lincei. 1901 wurde er zum korrespondierenden Mitglied der Göttinger Akademie der Wissenschaften gewählt. Von 1895 bis 1902 war er Stadtverordneter der Stadt Rom. In Rom ist eine Straße nach ihm benannt.

## Werke
- (Hrsg.) Canti antichi portoghesi tratti dal codice vaticano 4803, con traduzione e note, Imola 1873
- Appunti per la storia del teatro italiano, Imola 1874
- (Hrsg.) Il Canzoniere Portoghese della Bibliotheca Vaticana, Halle a. S. 1875
- (Hrsg. mit Enrico Molteni) Il canzoniere chigiano, Bologna 1877
- (Hrsg.) Il Mistero provenzale di S. Agnese, Rom 1880
- (Hrsg.) Facsimili di antichi manoscritti per uso delle scuole di Filologia neolatina, Roma 1881-1892
- (Hrsg.) Gesta di Federico I in Italia, Rom 1887
- (Hrsg.) Testi antichi provenzali, Roma 1889
- Crestomazia italiana dei primi secoli, Città di Castello 1889-1912, 1912; 1955 (Vorwort von Alfredo Schiaffini)
- I più antichi monumenti della lingua francese, Roma 1894
- Appunti bibliografici sui principali fonti per la storia della letteratura provenzale nel medio evo, Città di Castello 1914